# Volk
| Оценки критиков  | Оценки критиков |
| Источник         | Оценка          |
| ---------------- | --------------- |
| AllMusic         | [ 1 ]           |
| Pitchfork        | (4.8/10)        |
| PopMatters       | [ 3 ]           |
| Release Magazine | [ 4 ]           |

Volk (с нем. — «Народ», со словен. — «Волк») — двенадцатый студийный альбом словенской индастриал-группы Laibach, вышедший 23 октября 2006 года.
На Volk представлены интерпретации национальных гимнов 13 государств и транснациональный гимн виртуального государства NSK. Большинство песен исполняется на английском языке, но в записи каждого трека звучат фрагменты на языке упоминаемой страны. В качестве текста гимна NSK музыканты использовали отрывок из заключительной части речи «Мы будем драться на побережье» премьер-министра Великобритании Уинстона Черчилля, произнесённой им в Палате общин 4 июня 1940 года.
Помимо текстов композиций, буклет к альбому содержит сведения об истории создания национальных гимнов, задействованных в проекте. В качестве источника этой информации на последней странице буклета указана Википедия — свободная энциклопедия. Альбом посвящён памяти словенского кинорежиссёра Боштиана Хладника, который скончался 30 мая 2006 года. По словам музыкантов, фильмы Хладника повлияли на формирование группы Laibach, в 1980-е они использовали фрагменты его лент в своих концертах.

## Список композиций
1. Germania (4:01)
2. America (4:48)
3. Anglia (3:46)
4. Rossiya (3:51)
5. Francia (4:15)
6. Italia (4:48)
7. España (3:10)
8. Yisra’el (3:06)
9. Türkiye (4:30)
10. Zhonghuá (3:38)
11. Nippon (7:32)
12. Slovania (4:07)
13. Vaticanae (2:54)
14. NSK (3:47)

## Особенности записи
- На треке 4 гимн России поют дети российских дипломатов, работающих в Словении[7].
- Основой для текста трека 8 послужили не только гимн Израиля (первая половина композиции), но и гимн Палестинской автономии (вторая половина композиции).